# Мартинович, Владимир Александрович
Влади́мир Алекса́ндрович Мартино́вич (бел. Уладзімір Аляксандравіч Марціновіч; род. 1 сентября 1978, Минск, БССР, СССР) — белорусский теолог и социолог религии,  исследователь сект и новых религиозных движений. Кандидат социологических наук (2016). Доктор теологии Венского университета (2006). Председатель Синодального центра сектоведения имени преподобного Иосифа Волоцкого Белорусской православной церкви (Белорусского экзархата Московского патриархата). Член Экспертного совета при Аппарате уполномоченного по делам религий и национальностей при Совете министров Республики Беларусь. Один из авторов «Православной энциклопедии». Главный редактор альманаха «Сектоведение» и «Вестника Синодального центра сектоведения».

## Биография
Родился 1 сентября 1978 года в Минске.
18 апреля 1997 года возглавил Отдел по вопросам новых религиозных движений Минской епархии, созданный тогда же по благословению Патриаршего экзарха всея Беларуси митрополита Минского и Слуцкого Филарета.
В 2000 году прошёл трёхмесячные языковые курсы Институте восточных церквей в Регенсбурге. В 2001 году окончил факультет теологии Европейского гуманитарного университета (ныне Институт теологии БГУ). В 2002 году по стипендиальной программе в течение осеннего семестра прошёл обучение в Университете имени Фридриха-Александра в Эрлангене.
В 2006 году на факультете католической теологии Венского университета защитил диссертацию на соискание учёной степени доктора теологии по теме «Членство в Белорусской православной церкви после коммунизма» (нем. Mitgliedschaft in der Weißrussischen Orthodoxen Kirche nach dem Kommunismus).
С 2005 года — доцент кафедры религиоведения Института теологии имени святых Мефодия и Кирилла Белорусского государственного университета. Ранее занимал должность заместителя начальника учебно-методического отдела.
20 ноября 2010 года решением Синода Белорусской православной церкви включён в состав Издательского совета Белорусской православной церкви, созданного 4 июня того же года.
С 2013 года — доцент и заведующий кафедрой апологетики Минской духовной академии.
В 2016 году в Белорусском государственном университете под научным руководством доктора социологических наук, профессора, члена-корреспондента НАН Беларуси А. Н. Данилова защитил диссертацию на соискание учёной степени кандидата социологических наук по теме «Новые религиозные движения в Беларуси: историко-социологический аспект» (специальность 22.00.01 — теория, методология и история социологии); официальные оппоненты — доктор философских наук, профессор, академик НАН Беларуси Е. М. Бабосов и кандидат социологических наук, доцент Н. Л. Мысливец; оппонирующая организация — Могилёвский государственный университет имени А. А. Кулешова.
Председатель Синодального центра сектоведения имени преподобного Иосифа Волоцкого Белорусской православной церкви (Белорусского экзархата Московского патриархата).
Член Экспертного совета при Аппарате уполномоченного по делам религий и национальностей при Совете министров Республики Беларусь.
С декабря 2013 года — член Синодальной Библейско-богословской комиссии Русской православной церкви.

## Отзывы
Религиоведы В. В. Старостенко и О. В. Дьяченко, рассматривая различные классификации новых религиозных движений у белорусских исследователей, отмечают, что В. А. Мартинович «предложил сложную и довольно громоздкую классификацию нетрадиционной религиозности, включив в неё явления, соотнесение которых с религией вызывает большие сомнения, например, „коммерческие культы“, „псевдопсихологические“ и т. п.». Они указывают, что «в самом общем виде предложенная им схема включает 15 типов новых религий: „астрологические центры“, „движения Новой мысли“, „коммерческие культы“, „неоязычников“, „НЛО культы“, „НРД восточной ориентации“, „оккультно-мистические НРД“, „псевдо-психологические“, „псевдохристианские НРД“, „сатанизм“, „синкретические культы“, „утопические культы“, „христианские секты“, „центры экстрасенсорного воздействия, магии и целительства“, „чаннелинг“».
Религиовед Л. И. Григорьева, определив монографию В. А Мартиновича «Нетрадиционная религиозность: возникновение и миграция: Материалы к изучению нетрадиционной религиозности» как «интереснейший научный труд», указала на то, что теперь есть научная работа, в которой под одной обложкой собраны и представлены в систематизированном виде самые значимые научные подходы, имеющие отношение к тематике новых религиозных движений, а также предложены обоснованные ответы на главные вопросы об НРД, которые могут возникнуть. Кроме того, она отмечает, что автор выдвинул комплексную теорию, которая претендует на итоговое объяснение всеобщих закономерностей эволюции и развития феномена нетрадиционной религиозности, а в основе предложенной Мартиновичем концепции лежат «десятилетия не только теоретических штудий, но и колоссального труда по сбору и аналитическому изучению сотен тысяч социологически значимых фактов», благодаря чему удалось подробно и с разных сторон проследить то, как происходили зарождение, развитие и нынешнее состояние новых религиозных движений в отдельно рассматриваемой стране, а также раскрыть «глубинные и, как полагает автор, универсальные закономерности исследуемых процессов». Григорьева приходит к выводу о том, что монография имеет «поистине энциклопедическую широту и полноту охвата исследуемой темы» и хорошо подходит для разных типов читателей: учебно-методическое пособие по теме НРД для студентов соответствующих гуманитарных специальностей; «полноценный справочно-консультативный труд» для людей, занятых прикладным знанием; «коллегам-религиоведам — как источник обобщённой информации и образец социологического подхода к вопросам изучения и осмысления феномена НРД»; «в качестве одного из лучших трудов в области исследования новых религиозных движений на постсоветском пространстве» всем другим аудиториям, которые интересуются этой темой.
Религиовед Е. Н. Васильева отмечает, что несмотря на наличие множества работ по тематике НРД, данный труд «является не только „скромной лептой“, но серьёзным вкладом в религиоведение». Она указывает, что данная работа представляет собой плод «анализа 673 трудов, более половины из которых — англо- и немецкоязычные» и кроме того «содержит ряд интересных авторских концепций и теоретических находок», к которым Васильева, с одной стороны, относит закономерности того, как история жизни основателя НРД, полученного им образования и его социальный статус влияют на успешность его детища, а с другой — обратное влияние «содержания и структуры организации на общий портрет её основателя». Кроме того, она сюда же включает разработанную автором монографии «интеллектуальную модель культовой инновации» и применение им системного подхода при изучении нетрадиционной религиозности. Также Васильева обращает внимание на то, что «эмпирическая база, подтверждающая теоретические выкладки автора, насчитывает 3815 НРД из 93 стран мира», и указывает, что Мартинович ввёл «в научный оборот отечественного религиоведения множество западных концепций относительно разных аспектов возникновения и миграции НРД и поднимает вопросы, которые до сих пор мало или совсем не обсуждались у нас». К последним она относит следующие: 1) аккультурационное влияние на массовое возникновение «религиозных инноваций» 2) основной причиной возникновения сект выступает борьба за власть 3) влияние ряда факторов (собственное священное место и/или пространство для постоянных коллективных собраний, морально-этический кодекс поведения, ритуальная практика, «аудиовизуальное сопровождение сектантских движений») на формирование «структурированных форм нетрадиционной религиозности» 4) выделены теоретические вопросы, на которые ещё предстоит дать ответ. Затрагивая дискуссионные вопросы и те разработки Мартиновича, которые нужно развить, Васильева отметила, что в предложенной им классификации нетрадиционной религиозности («секты и культы», «клиентурные культы», «аудиторные культы», «культовая среда общества», «внутрицерковное сектантство», «сектоподобные группы») критерии выделения недостаточно последовательно используются, хотя и указывает, что «сама классификация имеет эвристическое значение» и позволяет автору монографии обнаружить ряд закономерностей: 1) «чем менее структурирован тот или иной тип сектантства, тем больше он представлен в обществе» 2) «чем эффективнее и сильнее развивается сектор структурированных форм сектантства, тем большее влияние он оказывает на уменьшение общего объёма несектантских идей». Она полагает, что вторая является спорной, поскольку не считает уместным использование механистического принципа в виде сообщающихся сосудов, обращая внимание на сильную дифференцированность в современных обществах, что находит свою выражение в развитии культур и наук, в первую очередь в области идей, преимущественно вне религиозной области. Также Васильева считает дискуссионной классификацию НРД Мартиновича «по содержанию вероучения», когда речь идёт об отнесении к религиозным объединениям различных «коммерческих культов» (например Амвэй и Гербалайф), «псевдонаучных культов» (например сторонники А. Е. Акимова, Вейника и В. П. Казначеева) и «псевдопсихологических культов» (например «Академия Золотова» и «Академия трансперсональных технологий»), высказывая мнение, что автор монографии не проводит границу между нетрадиционными религиозными объединениями и квазирелигиозными. Также она выразила сомнение в целесообразности обозначения типа «политические культы», как и выделение «синкретических культов», «неоязычников» и «НРД восточной ориентации», поскольку это приводит к нарушению одного из главных требований, которое предъявляется к классификациям — непересечение классов. Васильева считает, что от построения многоуровневой классификации предложенная «во многом бы выиграла». Кроме того, она отмечает, что имеются вопросы относительно причисления к разновидностям новых религиозных движений, наряду с сектами и культами, клиентурных культов, поскольку Мартинович хотя и выделил типы аудиторных и клиентурных культов, опираясь на модель, разработанную Родни Старком и Уильямом Симсом Бейнбриджем, однако «у данных авторов понятию „НРД“ соответствует самостоятельный тип — культовое движение». Несмотря на все высказанные замечания, Васильева убеждена, что «сам аналитический подход, предложенный В. А. Мартиновичем, представляется верным» и приходит к выводу о том, что «в целом же рецензируемая монография отличается глубокой продуманностью, логичной структурой и великолепной научной базой».
В свою очередь, религиовед Е. В. Воронцова отметила, что «появлению данной монографии предшествовала многолетняя кропотливая работа по сбору и обобщению данных», поскольку её автор в общей сложности «ссылается на данные по 3815 НРД из 93 стран мира». По её мнению, анализируя историю битв вокруг таких понятий, как «деноминация», «культ», «нетрадиционная религиозность», «секта», «традиционная религиозность» и «церковь», Мартинович «убедительно доказывает, что поиск нейтрального термина в данной области оказывается непродуктивным», как и попытки заменить «секту» словосочетанием «новые религиозные движения», что в конечном итоге приводит к возникновению новых отрицательных смысловых значений. Воронцова указывает, что работая над своим исследованием, автор монографии «собрал в работах отечественных и зарубежных ученых более 260 альтернативных понятию „секта“ терминов», хотя и пришёл к выводу, что все эти понятия не смогли составить достойную конкуренцию таким терминам, как «культ» и «секта». При этом сам Мартинович, подчёркивает она, всё многообразие видов сектантства обозначает термином «нетрадиционная религиозность». Воронцова обращает внимание на то, что при написании раздела об истории НРД в Белоруссии автор труда сумел «создать личный архив материалов по теме в объеме 300 тыс. единиц хранения, содержащих информацию о деятельности 524 НРД». Она приходит к выводу о том, что «такая работа является уникальной в ряду русскоязычных исследований по теме НРД» и «создана с почти немецкой методичностью, а предложенная в книге система воспроизводства нетрадиционной религиозности представляется нам весьма продуктивной схемой для дальнейшей работы с темой НРД», и хотя и указывает, что последняя «особенность данного издания затрудняет работу с ним для неподготовленного читателя», и что «большая часть имеющихся в работе недостатков, а также дальнейших перспектив исследования обозначена автором в заключении», тем не менее данный труд «сложно отнести к вспомогательным или справочно-информационным материалам по теме НРД», поскольку это «скорее методологический каркас для дальнейшей кропотливой работы».

## Научные труды

### Монографии
- Введение в понятийный аппарат сектоведения. — Минск: БГУ, 2008. — 103 с. Архивировано 17 марта 2014 года.
- Нетрадиционная религиозность в Беларуси: тенденции и опасности. — Минск: Издательство БПЦ, 2010. — 143 с. Архивировано 17 марта 2014 года.
- Нетрадиционная религиозность: возникновение и миграция. Материалы к изучению нетрадиционной религиозности / Предисл. Л. И. Григорьевой. — Минск: Минская духовная академия, 2015. — Т. 1. — (Монографии Минской духовной академии). — ISBN 978-985-7028-11-5.
- Сектантство: возникновение и миграция. Материалы к изучению нетрадиционной религиозности / Предисл. Л. И. Григорьевой. — М.: Издательский дом «Познание», 2018. — Т. 1. — 552 с. — 2000 экз. — ISBN 978-5-906960-29-0.
- Введение в сектоведение. — М.: Изд-во Сретенского монастыря, 2019. — 112 с. — 1000 экз.

### Учебные программы
- Сектоведение. №ТД-D.099/тип. Типовая учебная программа для высших учебных заведений по специальности 1-21 01 01 Теология. — Минск: УМО вузов Республики Беларусь по гуманитарному образованию, 2009. — 19 с.

### Статьи
на русском языке
- Новые религиозные движения и проблемы воспитания // Нравственное и патриотическое воспитание в традиции Православия: Сб. докл. V Свято-Евфросиниевских пед. Чтений (3-5 нояб.1998 г.). — Минск: НМЦентр, 1999. — 84-92 с. (в соавторстве с А. Б. Гойко)
- Церковь Иисуса Христа Святых последних дней (мормоны) // Традиционные вероисповедания и новые религиозные движения в Беларуси: Пособие для рук. учреждений образования, педагогов, воспитателей / Сост. А. И. Осипов; Под ред. А. И. Осипова. — Минск: Беларусь, 2000. — С. 191—195.
- Сатанизм // Традиционные вероисповедания и новые религиозные движения в Беларуси : Пособие для рук. учреждений образования, педагогов, воспитателей / Сост. А. И. Осипов; Под ред. А. И. Осипова. — Минск: Беларусь, 2000. — С. 200—205.
- Проблемы понятийного аппарата академической школы сектоведения // Сборник научных работ богословской конференции посвященной 2000-летию Рождества Христова. Жировичи 6 декабря 2000 года. — Жировичи: Ступени, 2001. — С. 68—79.
- Нетрадиционная религиозность в Республике Беларусь в 1990—2002 гг // Посткоммунистическая Беларусь в процессе религиозных трансформаций : Сб. ст / Под ред. проф. д-ра А. В. Данилова. — Минск: Адукацыя и Выхаванне, 2002. — С. 54—61.
- Формы проникновения новых религиозных движений на территорию Беларуси // Этносоциальные и конфессиональные процессы в современном обществе : Материалы международной научной конференции / Под ред. проф. У. Д. Розенфельда. — Гродно: ГрГУ, 2003. — С. 223—227.
- Форми проникнення нових релігiйних рухів на територію Білорусi (укр.) // Людина i світ. — 2003. — № 12. — С. 16—19.
- Новые религиозные движения в современной Беларуси // Веснік Магілёускага дзяржаўнага універсітэта iмя А. А. Куляшова. — Молгилёв: МГУ имени А. А. Кулешова, 2006. — № 2—3. — С. 3—7.
- Проблема индикаторов конверсии // Религия и общество: актуальные проблемы современного религиоведения: сборник научных трудов / Под общ. ред. В. В. Старостенко. — Могилёв: МГУ им. А. А. Кулешова, 2006. — С. 187—190. (копия статьи)
- Сектоведение и секты в Беларуси // XV Международные Рождественские образовательные чтения. Секция «Тоталитарные секты как угроза обществу, школе, семье и личности». — Москва. 31 января 2007 года. — С. 1—7. (копия)
- Интеллектуальный тип конверсии // Религия и общество — 2 : актуальные проблемы современного религиоведения: Сб. науч. Трудов / Под общ. Ред. В. В. Старостенко, О. В. Дьяченко. — Могилёв: МГУ им. А. А. Кулешова, 2007. — С. 195—197.
- Возникновение сект // Этносоциальные и конфессиональные процессы в современном обществе : материалы межд. науч. конф., Гродно, 8-9 декабря 2006 г. — Гродно: ГрГУ им. Я. Купалы, 2007. — С. 237—242. (копия)
- Сектантство и терроризм // Иппокрена. Научно-методический журнал Института парламентаризма и предпринимательства. — 2007. — № 2 (7). — С. 147—150. (копия)
- Динамика нетрадиционной религиозности в современной Беларуси // Беларусь : государство, религия, общество: материалы Междунар. Науч.-практ. Конф. (Минск-Жировичи, 7 июня 2007 г.) / Нац. акад. наук Беларуси, Ин-т истории, Минск. Духовн. акад. им. Святителя Кирилла Туровского; редкол.: протоиерей В. Антоник (и др.). — Минск: Белорусская наука, 2008. — С. 128—131.
- Нетрадиционная религиозность в Беларуси // Адукацыя i выхаванне. — 2008. — № 11. — С. 55—59.
- Нетрадиционная религиозность Беларуси как угроза национальной безопасности // Идеологические аспекты военной безопасности. — 2008. — № 2. — С. 20—26.
- Методологические проблемы изучения новых религиозных движений // Материалы Всероссийской научно-практической конференции «Актуальные проблемы изучения новых религиозных движений и сект». — Рязань: Рязанская Епархия, 2008. — С. 14—29.
- Секты и терроризм // Религия Сегодня, информационный бюллетень. — Астана, 2008. — № 1. — С. 83—88.
- Влияние миграции новых религиозных движений на формирование конфессионального пространства Беларуси // Религия и общество — 4 : сб. науч. трудов / под общ. ред. В. В. Старостенко, О. В. Дьяченко. — Могилёв: УО «МГУ им. А. А. Кулешова», 2009. — С. 153—154.
- Миграция и возникновение новых религиозных движений в Беларуси // Научные труды Республиканского института высшей школы. Философско-гуманитарные науки : сб. науч. Ст. Вып. 7(12) / под ред. В. Ф. Беркова. — Минск: РИВШ, 2009. — С. 323—328.
- Портрет потенциального адепта секты // Адукацыя i выхаванне. — 2009. — № 3. — С. 59—63. Архивировано 19 июня 2013 года. (копия)
- Профилактика сектантства в школах Австрии // Адукацыя i выхаванне. — 2009. — № 8. — С. 70—74.
- Становление понятий «секта» и «культ» в западном религиоведении XX века // Философия и социальные науки. — 2009. — № 1—2. — С. 38—42.
- Секты и политика в Беларуси // Международная научно-практическая конференция Европейской Федерации Центров по исследованию и информированию о сектантстве (FECRIS) «Тоталитарные секты и право человека на безопасное существование». -Санкт-Петербург. 15-16 мая 2009. — 2009. — С. 1—10. Архивировано 17 марта 2014 года. (копия)
- Сектоподобные группы как пограничный тип нетрадиционной религиозности // Религия и общество — 5: актуальные проблемы свободы совести: сб. науч. статей междунар. науч.-практ. конф. 6 мая 2010 года г. Могилёв / под общ. ред. В. В. Старостенко, О. В. Дьяченко. — Могилёв: УО «МГУ им. А. А. Кулешова», 2010. — С. 128—131. (копия)
- 3.4 Состояние нетрадиционной религиозности в современной Беларуси: типология, динамика распространения, деструктивный характер // Безопасность Беларуси в гуманитарной сфере: социокультурные и духовно-нравственные проблемы / О. А. Павловская [и др.]; под ред. О. А. Павловской; Нац. акад. наук Беларуси Ин-т философии. — Минск: Беларус. навука, 2010. — С. 295—310. — 519 с. — ISBN 978-985-08-1172-1.
- Влияние миграции и возникновения новых религиозных движений на формирование конфессионального пространства Беларуси // Альманах «Сектоведение». — 2011. — Т. 1. — С. 33—50.
- Периодические издания в современном сектоведении // Альманах «Сектоведение». — 2012. — Т. 2. — С. 42—99.
- «Разоблачённый заговор» как источник по истории, вероучению и методам работы Свидетелей Иеговы // Альманах «Сектоведение». — 2013. — Т. 3. — С. 21—44.
- Сектоподобные группы // Альманах «Сектоведение». — 2014. — Т. 4. — С. 51—69.
- Заметки о сектоведении // Материалы круглого стола «Методология исследования новой религиозности» Международной научно-практической конференции «Религия и/или повседневность», Минск, 14-16 апреля 2015 г. / Под ред. В. А. Мартиновича, Р. В. Шиженского, С. Г. Карасёвой. — Минск: Ковчег, 2015. — С. 74—84.
- Профилактика сектантства в школах Австрии и Германии // Вестник Русской христианской гуманитарной академии. — СПб.: РХГА, 2015. — Т. 16, вып. 1. — С. 300—314.
- Сектоведение в Беларуси в 1990–1997 годах // Научный альманах Colloquium heptaplomeres. — Н. Новгород: Нижегородский государственный педагогический университет имени Козьмы Минина (Мининский университет), 2015. — № 2. — С. 55—63. — ISSN 2312-1696.
- Система воспроизводства нетрадиционной религиозности // Альманах «Сектоведение». — 2016. — Т. 5. — С. 24—46.
- Методологические проблемы мониторинга новых религиозных движений // Социологические исследования. — 2016. — № 6. — С. 56—65.
- Идентификация сектантства // Вестник ПСТГУ I: Богословие. Философия. Религиоведение. — 2016. — Вып. 2 (64). — С. 75–89.
- «Моральная паника» в жизни общества и феномен нетрадиционной религиозности // Христианское чтение. — 2016. — № 5. — С. 145—166.
- К вопросу о трансформации «сект» в «церкви» // Религиоведение в системе социально-гуманитарного знания и образования: сборник материалов научно-практической конференции. — 2016. — С. 80—90.
- Стигматизация новых религиозных движений // Журнал Белорусского государственного университета. Социология. — 2017. — № 1. — С. 73—81.
- Отношение Движения объединения к печатным СМИ // Религия и История: материалы V Международной научно-практической конференции. — Минск: "Изд. центр БГУ", 2017. — С. 392—397.
- Проблематика сектантства в документах парламента Германии VII-VIII созывов // Альманах «Сектоведение». — 2017. — Т. VI. — С. 60—79.
- Идентификация новых религиозных движений в печатных СМИ Беларуси // Журнал БГУ. Социология. — 2017. — № 4. — С. 56—65.
- Мормоны // Православная энциклопедия. — М., 2017. — Т. XLVII : Мор — Муромский в честь Преображения Господня мужской монастырь. — С. 36—39. — 39 000 экз. — ISBN 978-5-89572-054-7.
- Новые религиозные движения // Православная энциклопедия. — М., 2018. — Т. LI : Никон — Ноилмара. — С. 738—744. — 39 000 экз. — ISBN 978-5-89572-058-5.
- К проблеме определения понятия "религиозный экстремизм" // Журнал БГУ. Социология. — 2018. — № 3. — С. 74—82.
- К истории термина «новое религиозное движение» // Альманах «Сектоведение». — 2018. — Т. VII. — С. 67—85.
- Реклама новых религиозных движений в печатных СМИ // Журнал БГУ. Социология. — 2019. — № 3. — С. 17—24.
- Рекурсивность идентификации НРД и историческая память (на примере печатных СМИ) // Историческая память о Беларуси как фактор консолидации общества: материалы Междунар. науч.-практ. конф., г. Минск, 26-27 сентября 2019 г. / ред. кол. : Г. П. Коршунов (гл.ред.) [и др.]; НАН Беларуси, Ин-т социологии НАН Беларуси. — Минск: ООО «СУГАРТ», 2019. — С. 299—301..
- Терминология материалов о новых религиозных движениях в печатных СМИ // Журнал БГУ. Социология. — 2020. — Т. 3. — С. 55—63.
- Антисектантский дискурс печатных СМИ: проблематизация роли антикультового движения // Социологический журнал. — 2021. — Т. 27, № 2. — С. 109—125.
- Соотношение рекламы и критики новых религиозных движений в печатных СМИ // Социологический альманах. НАН Беларуси. Институт социологии. — 2021. — Вып. 12. — С. 110-116.
- Миграция новых религиозных движений России в Республику Беларусь // Россия и мир: научный диалог. — 2021. — Т. 1, № 1. — С. 92—103.
- Средства коммуникации новых религиозных движений в Республике Беларусь // Журнал БГУ. Социология. — 2021. — № 3. — С. 75—83.
- Сектоведение // Православная энциклопедия. — М., 2021. — Т. LXII : Свенская Печерская икона Божией Матери — Сергий. — С. 362—364. — 39 000 экз. — ISBN 978-5-89572-069-1.
- Идентификация новых религиозных движений в практике редакций и журналистов печатных СМИ // Вестник Института социологии РАН. – 2022. – Том. 13. – № 1. – С. 67-85. doi:10.19181/vis.2022.13.1.774

на других языках
- Unkonventionelle Religiosität in Weißrussland (нем.) // Materialdienst EZW. — 2004. — Nr. 10. — S. 382—388.
- Vielfalt der unkonventionellen Religiosität in Weißrussland (нем.) // Sekty jako wyzwanie społeczne i religijne  / Pod redakcja ks.Władysława Nowaka & ks. Sławomira Ropiaka. — Olsztyn: Wydaw. Uniwersytetu Warminsko-Mazurskiego, 2005. — S. 316—327.
- Cults in Belarus (англ.) // The Phenomenon of Cults from Scientific Perspective  / Ed. By Piotr T. Nowakowski. — Cracow: Rafael, 2007. — P. 452—459.
- Міграцыя новых рэлігійных рухаў на тэрыторыю Беларусі // Весцi Нацыянальнай акадэмii навук Беларусi. Серыя гуманітарных навук. — 2009. — № 2. — С. 15—20.
- Cults and politics in Belarus // Sekty jako zagrozenie i wyzwanie XXI wieku / Red. Danuta Grzesiak-Witek & Pawel Witek. — Sandomierz: Stalowa Wola, 2010. — P. 151—172.
- Der Internationale Imperativ // Dialog in Konfrontation : ... und die Wahrheit wird euch frei machen : Festschrift für Dr. h.c. der WSU Minsk Thomas Gandow. — Jena: Jenaer Akademische Verlagsgesellschaft, 2011. — S. 102—112.
- Die aktuelle Entwicklung im Bereich totalitärer Kulte im osteuropäischen Raum (нем.) // Weltanschauungen, Ideologien und Religionen im 21. Jahrhundert. Was kommt auf uns zu?. — München: BADK, 2011. — S. 37—52.
- Die Anastasia-Bewegung. Eine utopische Gemeinschaft aus Rußland // Berliner Dialog. — 2014. — № 31. — P. 8–17.

### Переводы
- Вызов Авраама Ковоора (пер. с англ. В. А. Мартиновича) // Альманах «Сектоведение». — 2013. — Т. 3. — С. 99-102.
- Вызов Басавы Премананда (пер. с англ. В. А. Мартиновича) // Альманах «Сектоведение». — 2013. — Т. 3. — С. 103—104.
- Вызов Прабира Гхоша (пер. с англ. В. А. Мартиновича) // Альманах «Сектоведение». — 2013. — Т. 3. — С. 107—107.
- Вызов Фонда Джэймса Рэнди (пер. с англ. В. А. Мартиновича) // Альманах «Сектоведение». — 2013. — Т. 3. — С. 108—112.
- Гросс К. Использование духовности и злоупотребление ею в организациях, на примере предприятия многоуровневого маркетинга Амуэй в Германии (перевод с нем. В. А. Мартиновича) // Альманах «Сектоведение». — 2012. — Т. 2. — С. 25-41.
- Декларация: «Объявление войны эксплуататорам религиозных традиций лакота» от 10 июня 1993 года (пер. с англ. В. А. Мартиновича) // Альманах «Сектоведение». — 2016. — Т. 5. — С. 117—120.
- Заявление Майкла Прокса прессе (пер. с англ. В. А. Мартиновича) // Альманах «Сектоведение». — 2014. — Т. 4. — С.135-138.
- Официальный ответ Белого Дома на петицию «Об официальном признании существования инопланетян. Вступивших в контакт с человеческой расой», ноябрь 2011 года. (пер. с англ. В. А. Мартиновича) // Альманах «Сектоведение». — 2012. — Том 2. — С. 156—158.
- Письмо из бюро Федерального канцлера Германии (перевод с нем. В. А. Мартиновича) // Альманах «Сектоведение». — 2014. — Т. 4. — С.116.
- Приветственное слово Федерального министра по делам женщин и молодежи Германии (перевод с нем. В. А. Мартиновича) // Альманах «Сектоведение». — 2014. — Т. 4. — С.112-113.
- Решение Европейского суда по правам человека от 6 ноября 2001 года по вопросу приемлемости жалобы Христианской федерации Свидетелей Иеговы Франции против Франции (пер. с англ. В. А. Мартиновича) // Альманах «Сектоведение». — 2016. — Т. 5. — С. 121—136.
- Решение Федерального конституционного суда Германии от 9 июня 1994 года. — 1 BvR 502/94 (перевод с нем. В. А. Мартиновича) // Альманах «Сектоведение». — 2012. — Т. 2. — С. 159—166.
- Решение Федерального конституционного суда Германии от 26 июня 2002 года. — 1 BvR 670-91 (перевод с нем. В. А. Мартиновича) // Альманах «Сектоведение». — 2011. — Т. 1. — С. 121—149.
- Тренкель Э. Круг друзей Бруно Грёнинга (перевод с нем. В. А. Мартиновича) // Альманах «Сектоведение». — 2016. — Т. 5. — С. 73-81.
- ФБР: Проект Мегиддо (1999) (пер. с англ. В. А. Мартиновича) // Альманах «Сектоведение». — 2013. — Т. 3. — С. 113—146.
- Федеральный закон Австрии: Федеральный центр по вопросам сект (1998) (перевод с нем. В. А. Мартиновича) // Альманах «Сектоведение». — 2011. — Т. 1. — С. 113—120.
- ФТК: Правоприменительное программное заявление о маркетинге безрецептурных гомеопатических препаратов (2016) (пер. с англ. В. А. Мартиновича) // Альманах «Сектоведение». — 2017. — Т. VI. — С. 136—140.

## Публицистика
- Угроза сатанизма. // Минские епархиальные ведомости. — 1999. — № 1 (48). — С. 32-36.
- О сектах и о том, как им живется в Беларуси // Ступени. — 2001. — № 4 (5). — С. 28—30.
- О сущности сектантства // Ступени. — 2002. — № 2 (7). — С. 29—30. Архивировано 6 апреля 2013 года.
- О миссии Церкви и «миссии» секты // Ступени. — 2002. — № 3 (8). — С. 36—37. Архивировано 18 декабря 2007 года.
- Секты и молодежь // Ступени. — 2003. — № 2 (10). — С. 40—41. Архивировано 18 октября 2012 года.
- Что за рыба C.A.R.P.? // Ступени. — 2003. — № 4 (12). — С. 38—40. Архивировано 1 мая 2008 года.
- Сектантство в Беларуси. // Минские епархиальные ведомости. — 2004. — № 3. — С. 47-50.
- К вопросу о православном сектоведении в современном мире // Минские епархиальные ведомости. — 2005. — № 3 (74). — С. 55-59.
- Деньги и секты // Ступени. — 2006. — № 4 (24). Архивировано 28 января 2013 года.
- Письма счастья как элемент оккультной среды общества // Минские епархиальные ведомости. — 2007. — № 1. — С. 72-76.
- Письма счастья (недоступная ссылка — история) // Ступени. — 2008. — № 3. — С. 41—43.
- Движение Анастасии: часть 1. // Минские епархиальные ведомости. — 2008. — № 1 (84). — С. 75-81.
- Движение Анастасии: часть 2. // Минские епархиальные ведомости. — 2008. — № 2 (85). — С. 73-77.
- Движение Анастасии: часть 3. // Минские епархиальные ведомости. — 2008. — № 3 (86). — С. 84-86.